# اجن شیرملی
اجن شیرملی، روستایی است از توابع بخش گالیکش شهرستان مینودشت در استان گلستان ایران.

## جمعیت
این روستا در دهستان قراولان قرار داشته و بر اساس سرشماری سال ۱۳۸۵ جمعیت آن ۲۸۶ نفر (۶۲ خانوار)
بوده است.